# Efecto isotópico cinético
El efecto isotópico cinético (EIC) es una variación en la velocidad de una reacción química cuando en uno de los reactivos, un átomo es sustituido por uno de sus isótopos. También es llamada fraccionamiento de isótopos, aunque este término técnicamente tiene un sentido más amplio.  Un EIC para hidrógeno y deuterio se representa como:
{\displaystyle EIC={\frac {k_{H}}{k_{D}}}}
con kH y kD como constantes de velocidad de reacción.
Una sustitución isotópica modificará enormemente la velocidad de reacción cuando el reemplazo isotópico se da en un enlace químico que es roto o formado en el paso limitante de la reacción. En ese caso, el cambio en la velocidad de reacción es llamado "efecto isotópico primario". Cuando en la sustitución no está involucrado el enlace que se rompe o se forma, aun así se puede observar un pequeño cambio en la velocidad de reacción llamado "efecto isotópico secundario". Así, la magnitud del efecto isotópico cinético puede ser usada para estudiar un mecanismo de reacción. Si otros pasos de la reacción son los que determinan su velocidad, el efecto de las sustitución isotópica no podrá ser percibido.
Los cambios isotópico son más pronunciados cuando el cambio relativo en masa es mayor.  Por ejemplo, el cambio de un átomo de hidrógeno a deuterio representa un 100% de incremento en masa, mientras que en la sustitución de 12C con 13C, la masa aumenta sólo un 8%. La velocidad de una reacción que involucre un enlace C-H es típicamente 6 a 10 veces mayor que la correspondiente a un enlace C-D, mientras que una reacción de 12C es solamente ~1,04 veces más rápida que la reacción equivalente con 13C (aunque en ambos casos el isótopo es una  unidad de masa atómica mayor).
La sustitución isotópica puede modificar la velocidad de una reacción de varias formas. En muchos casos, la diferencia puede ser racionalizada notando que la masa de un átomo afecta la frecuencia vibratoria del enlace químico que forma, aun si la configuración electrónica es prácticamente idéntica. Los átomos más pesados llevan desde un punto de vista clásico a menores frecuencias vibracionales, o visto desde la mecánica cuántica, a una menor energía del punto cero. Con esto, se debe aportar más energía para romper el enlace, resultando en una mayor energía de activación para llevar a cabo la reacción, lo que a su vez disminuye la velocidad medida (ver, por ejemplo, la ecuación de Arrhenius).
La ecuación de Swain relaciona el efecto isotópico cinético de la combinación protón/tritio con la de protón/deuterio.

## Detalles matemáticos en una molécula diatómica
Una aproximación para estudiar este efecto es en una molécula diatómica. La frecuencia vibracional fundamental (ν) de un enlace químico entre un átomo A y uno B puede ser aproximado por un oscilador armónico:
{\displaystyle \nu ={\frac {1}{2\pi }}{\sqrt {\frac {k}{\mu }}}}
donde k es la constante de rotura del enlace, y μ es la masa reducida del sistema A-B:
{\displaystyle \mu ={\frac {m_{A}m_{B}}{m_{A}+m_{B}}}}
({\displaystyle m_{i}} es la masa del átomo {\displaystyle i}). En mecánica cuántica, la energía del nivel {\displaystyle n} de un oscilador armónico está dada por:
{\displaystyle E_{n}=h\nu \left(n+{\frac {1}{2}}\right)}
Así, la energía del punto cero ({\displaystyle n} = 0) disminuirá a medida que la masa reducida aumente. Con una menor energía del punto cero, más energía se necesita para alcanzar la energía de activación para romper un enlace.
Al cambiar un enlace carbono-hidrógeno por uno carbono-deuterio, k permanece constante, pero la masa reducida µ es diferente. Como buena aproximación de pasar de C-H a C-D, la masa reducida aumenta aproximadamente en un factor de 2. Así, la frecuencia para un enlace C-D debe ser aproximadamente  1/√2 o 0,71 veces la correspondiente al enlace C-H. Aun así este efecto es mucho mayor que el cambiar un 12C por un 13C.

## Aplicaciones
El efecto isotópico cinético es utilizado para estudiar mecanismos de reacción, por ejemplo en la halogenación de tolueno:
Este "EIC intramolecular" estudia en particular la sustitución de radicales de hidrógeno por bromo, utilizando tolueno mono-deuterado (obtenido por  reducción orgánica de cloruro de bencilo con zinc y ácido acético deuterado) y N-bromosuccinimida. Como el hidrógeno es reemplazado por el bromo más rápidamente que el deuterio, el producto de la reacción se enriquece en deuterio. Para analizar la composición de deuterio por espectroscopia de masa, el producto de la reacción es reducido de nuevo a tolueno con hidruro de litio y aluminio y se obtiene un EIC de 4,86. Esto está en concordancia con el punto de vista aceptado generalmente de una sustitución de radicales en donde un átomo de hidrógeno es sustituido por una especie radical libre de bromo, en el paso limitante de la reacción.
Un mayor EIC de 5,56 se obtiene para la reacción de cetonas con bromo e hidróxido de sodio formando una halocetona con la posición α-carbonil deuterada.
En esta reacción el paso limitante es la formación de enolato por eliminación de un protón (deuterio) de la cetona por una base. En este caso el EIC es calculado de la constante de reacción para la 2,4-dimetil-3-pentanona regular y su isómero deuterado realizando medidas de densidad óptica.

## Efecto túnel
En algunos casos se observa un incremento adicional en la velocidad de reacción del isótopo más liviano, posiblemente debido a un efecto túnel. Esto es típico en los átomos de hidrógeno que son lo suficientemente livianos como para exhibir un efecto túnel significativo.
Este efecto es observado en reacciones como la desprotonación y yodación de nitropropano con una base de piridina con un EIC de 25 a 25 °C:
y en una reacción 1,5-sigmatrópica de hidrógeno si bien se observa que es difícil extrapolar los valores experimentales obtenidos en temperaturas elevadas a temperaturas más bajas: